# Ли Шаньчан
Ли Шаньчан (кит. трад. 李善長, 1314—1390) — крупный китайский государственный деятель ранней династии Мин. Член фракции Западного Хуай (Хуайси) и герцог Хань, один из шести герцогов-основателей династии Мин в 1370 году . Ли Шаньчан был одним из соратников первого минского императора Хунъу во время войны против династии Юань с целью основания династии Мин. Император Хунъу, глубоко доверявший Ли Шаньчану, консультировался с ним по институциональным вопросам, но в старости ему «наскучило высокомерие Ли». В конечном итоге император провел чистку и казнил Ли вместе со своей большой семьей и тридцатью тысячами других людей, обвинив его в поддержке измены.
Ли Шаньчан спланировал организацию шести министерств, помог разработать новый свод законов и руководил составлением «Юань ши», состоящей из «Наставлений предков» и «Ритуального сборника династии Мин». Он установил монополии на соль и чай на основе институтов юаня, начал кампанию по борьбе с коррупцией, восстановил чеканку валюты, открыл чугунолитейные заводы и ввел налоги на рыбу. Говорят, что доходов было достаточно, но народ не был угнетен.
Сомнительный классик, ему было поручено составление юридических документов, мандатов и военных сообщений. В биографии «История Мин» говорится, что его исследования включали сочинения китайских законников. Большая часть его деятельности, похоже, поддерживала твердый контроль императора Хунъу над своим режимом. Ему было поручено очистить политических оппонентов, бороться с коррупцией и искоренить нелояльных офицеров. На его систему вознаграждений и наказаний повлиял Хань Фейцзы, а у Ли Шаньчана на службе было что-то вроде тайной полиции. Временами он возглавлял всех гражданских и военных чиновников в Нанкине.

## Биография
Ли Шаньчан был второстепенной фигурой в округе Динъюань до тех пор, пока его не завербовал император Хунъу, который проходил через этот район со своей армией. Ли обсудил с ним историю, а именно качества ханьского императора Гао-цзу, основателя Хань, и император пригласил Ли взять на себя секретарские и управленческие обязанности его полевого командования. Он оказался способным и энергичным, часто оставаясь для переброски армейских продовольствия. Ему было присвоено первое звание среди офицеров с титулами левого великого советника и «герцога Хань». Сравнения императора Хунъу и Гао-цзу стали темой двора Мин и его историков.
Одна история гласит, что после того, как флот в Чаоху сдался императору, Ли Шаньчан призвал переправить солдат для захвата южного района реки Янцзы. Тогда Ли заранее предупредил, чтобы армия не нарушила воинскую дисциплину. Копии его уведомления были расклеены повсюду в оккупированном городе Тайпин. Следовательно, войска разместились там организованно.
Император попросил Ли взять на себя ответственность за административные дела в 1353 году, предоставив ему общую институциональную власть задолго до начала работы по кодификации. Сообщается, что инициатором разработки законопроекта стало обращение Ли к императору Хунъу с просьбой об отмене коллективного преследования. Хунву приказал Ли и другим создать свод основных законов в 1367 году, назначив его левым советником и главным законодателем в комиссии из 30 министров.
Хунъу отметил, что в династиях Тан и Сун были полностью разработаны уголовные законы, которые игнорируются династией Юань. Ли увековечил, что все предыдущие кодексы были основаны на кодексе Хань, синтезированном в рамках Тан, и основывали свои институты на Кодексе Тан . Подчеркнув важность простоты и ясности, он потребовал, чтобы оно было кратким и понятным.
После разработки кодекса Ли лично курировал все новые положения , включая систему фиксированных законов, принятых для борьбы с коррупцией. Он присоединился к Ху Вэйюну против Ян Сяня, другого канцлера. Их усилия способствовали смерти Яна, сделав Ли самой влиятельной фигурой после императора при дворе в 1370 году. Он поссорился с великим ученым-классиком Лю Боуэном, в результате чего последний ушел в отставку с государственной должности.

## Казнь Ли и его семьи
В преклонном возрасте он ушел в отставку, поскольку отвращение императора к его высокомерию росло, но его по-прежнему призывали к обсуждению военных и династических дел. Другие члены совета, такие как Ван Гуанъян, помня его осторожность, щедрость, честность, прямолинейность и серьёзность, несколько раз были понижены в должности. Отсутствие разделения полномочий между императором Хунъу и его советниками приводило к конфликтам, и великие советники (всего четверо) отказались от государственных дел, следуя за преобладающими делами или ничего не делая. Назначенный правым советником, Ли предался пьянству. В конечном итоге в 1390 году он был замешан в десятилетнем заговоре и подвергнут чистке вместе со своей большой семьей и тридцатью тысячами других людей . Он был казнен в основном из-за того, что он был осведомлен и не сообщил о государственной измене. Должность советника (или премьер-министра) была упразднена после его казни.